# Karl Springenschmid
Karl Springenschmid (* 19. März 1897 in Innsbruck, Österreich-Ungarn; † 5. März 1981 in Salzburg, Pseudonyme: Christian Kreuzhakler, Beatus Streitter) war ein österreichischer Lehrer, Dichter und Funktionär in Zeiten des Nationalsozialismus. Er war als NS-Landesschulrat der Hauptverantwortliche für die Salzburger Bücherverbrennung am 30. April 1938.

## Leben

### Schriftstellerisches Werk
Neben seiner Tätigkeit als Lehrer in Salzburg war Karl Springenschmid seit den 1920er Jahren als Schriftsteller tätig. Zahlreiche seiner Kurzgeschichten und Erzählungen wie Das Bauernkind (1925) hatten das ländliche Leben und das Wesen österreichischer Bergbauern zum Thema.
Seit dem Beginn der dreißiger Jahre huldigte Springenschmid in seinen Erzählungen der Blut-und-Boden-Ideologie, so in dem Erzählband Die Front über den Gipfeln aus dem Jahr 1935, in dem „Bauernstolz, heroische Gesinnung und kernige Heimatliebe“ erläutert werden.
Mitte der 1930er Jahre arbeitete Springenschmid auch als Ghostwriter für Luis Trenker. Gemeinsam schrieben sie die Romane Helden der Berge (1936) und Leuchtendes Land (1937).
Des Weiteren befasste sich Karl Springenschmid in zahlreichen Werken mit seiner Tiroler Heimat, besonders Südtirol. Daneben schrieb er Kinder- und Jugendbücher, historische Romane, Sachbücher und Biographien (u. a. über Toni Sailer und Karl Heinrich Waggerl). Insgesamt erschienen bis heute rund 190 Titel, die von Springenschmid verfasst wurden oder Beiträge von ihm enthalten. Noch heute sind viele von ihnen im Buchhandel erhältlich.

### Verhalten im Nationalsozialismus
Zum 16. November 1932 trat Karl Springenschmid in die NSDAP, Ortsgruppe Aigen/Salzburg, ein (Mitgliedsnummer 1.306.826) und zum 1. Oktober 1932 in den NS-Lehrerbund. 1935 wurde er deshalb als nunmehr illegaler Nationalsozialist aus dem Schuldienst entlassen. Zwischen März 1934 und Januar 1938 war er Mitglied der SA und wechselte zum 1. Januar 1938 zur SS (SS-Nummer 295.474). Nach dem „Anschluss Österreichs“ wurde er im April 1938 Gauamtsleiter und ehrenamtlicher Schulungsleiter, ab 1. Februar 1941 Regierungsdirektor bzw. Leiter der Abteilung für Erziehung und Kulturpflege im Reichsgau Salzburg. Am 30. Januar 1943 wurde er zum SS-Hauptsturmführer befördert.
Mitte der 1930er Jahre machte Springenschmid Furore mit dem in mehreren Auflagen erschienenen Werk Die Staaten als Lebewesen. Geopolitisches Skizzenbuch (Leipzig, Verlag Ernst Wunderlich, 1.–4. Aufl., 1933–1936). 64 Seiten enthalten 244 handgezeichnete Karten nebst handgeschriebenen Kommentaren und Legenden, welche die geopolitischen Lehren von Karl Haushofer, seit 1919 Professor für Geografie und Geopolitik an der Universität München, graphisch erläutern. Zu diesem Werk, das offenbar für schul- und volkspädagogische Zwecke konzipiert worden war, verfasste Haushofer auch das Vorwort zum Thema „Lebensraum“ der Deutschen. Insbesondere die Karten zur Tschechoslowakei, zu Polen und zum sogenannten Zwischeneuropa („Die europäische Schütterzone“; nach 1918 entstandener Staatenkordon zwischen dem Deutschen Reich und der Sowjetunion) lassen die gedankliche Nähe zur expansiven Außenpolitik und zur Mitteleuropa-Konzeption der Nationalsozialisten durchaus erkennen.
Als Leiter des Salzburger Schulwesens und des NS-Lehrerbundes war Springenschmid der Hauptverantwortliche für die Bücherverbrennung auf dem Salzburger Residenzplatz am 30. April 1938. Er sprach in seiner Rede von der Notwendigkeit der Vernichtung alles Klerikalen und Jüdischen. Schon zuvor hatte er mehrmals zu einer „gründliche[n] Säuberung“ der Bibliotheken aufgerufen, da nach der politischen „Machtergreifung“ auch auf „kulturellem und geistigen Gebiete die Ausrichtung im Sinne der Bewegung des Führers erfolgen müsse“.

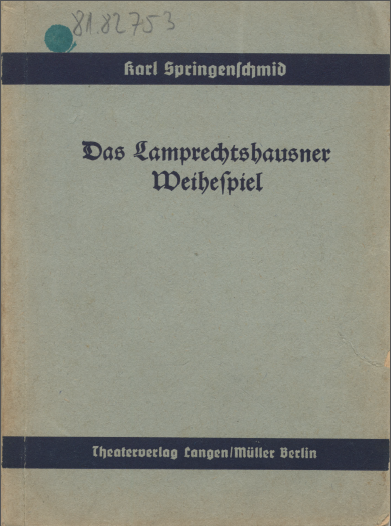
Titelblatt des „Lamprechtshausner Weihespiels“

Springenschmid war der Verfasser des NS-Stücks „Das Lamprechtshausner Weihespiel“ zur Feier der sogenannten „Heimkehr der Ostmark“. Das Thingspiel sollte ab 1938 als Volksspiel die alljährliche Aufführung des „Jedermann“ von Hugo von Hofmannsthal auf dem Salzburger Domplatz ersetzen und wurde bis Kriegsbeginn auf einer eigens errichteten „Naturbühne“ in der Nähe von Lamprechtshausen nördlich von Salzburg zweimal aufgeführt (1938 und 1939).
Ab 1938 gab die Reichsschrifttumsstelle beim Reichsministerium für Volksaufklärung und Propaganda jährlich Vorschlagslisten für Dichterlesungen heraus. Die Listen galten als Empfehlung des Ministeriums, welche Literaten mit Vortragsreisen und Dichterlesungen „unter das Volk“ zu bringen waren. Springenschmid zählte zu den etwa 50 Autoren, die aus den Reihen der rund 800 aus Österreich stammenden Mitgliedern der Reichsschrifttumskammer zu diesem Zweck ausgewählt wurden.
Springenschmid verfasste Beiträge unter anderem zum Bekenntnisbuch des Bundes deutscher Schriftsteller Österreichs (1938) und zu Heinz Kindermanns Anthologie Heimkehr ins Reich (1939) sowie Beiträge zum Sammelwerk Krieg und Dichtung. Soldaten werden Dichter – Dichter werden Soldaten. Ein Volksbuch (1940). Unter dem Pseudonym Christian Kreuzhakler schrieb er 1938 das Buch Österreichische Geschichten. Aus der Zeit des illegalen Kampfes. 1940 publizierte er Eine wahre Geschichte aus dem Leben unseres Führers.

### Nach 1945
1946 stand das Gesamtwerk Springenschmids auf der österreichischen „Liste der gesperrten Autoren und Bücher“ und mit insgesamt 25 Werken, davon eines unter seinem Pseudonym Christian Kreuzhakler und eines als Herausgeber, auf den Ost-Berliner „Listen der auszusondernden Literatur“ (1946, 1947, 1948, 1953), weil sie inhaltlich Bestandteil der NS-Propaganda waren.
Springenschmid stand als mutmaßlicher Kriegsverbrecher auf dem staatspolizeilichen Fahndungsblatt vom 1. Juli 1946. Er entzog sich seiner Verhaftung durch Flucht, versteckte sich bis 1951 in den oberösterreichischen Bergen, nahm den Namen Karl Bauer an und verschaffte sich falsche Papiere.
Nach der Einstellung der gerichtlichen Ermittlungen im Jahr 1951 und der Aufhebung seines Berufsverbotes durch Bundespräsident Theodor Körner im Juli 1953 konnte Springenschmid wieder frei publizieren. Er schrieb weiterhin völkisch gesinnte Bücher, so etwa seinen autobiographischen Roman Der Waldgänger (Leopold Stocker Verlag, Graz, Stuttgart 1975). Ab 1956 lebte er wieder in Salzburg.
Dass er auch in seinen späteren Jahren noch dem rechtsextremen Gedankengut eng verbunden war, beweist seine Mitgliedschaft im Deutschen Kulturwerk Europäischen Geistes sowie die Verleihung des Offenhausener Dichterschildes 1967 durch den Verein Dichterstein Offenhausen, der 1963 von ehemaligen Nationalsozialisten gegründet und am 23. Dezember 1998 verboten wurde. Viele von Springenschmids Büchern aus der Nachkriegszeit erschienen im rechtslastigen Leopold Stocker Verlag oder bei der Österreichischen Landsmannschaft, die vom Dokumentationsarchiv des österreichischen Widerstandes als deutschnational und rechtsextrem eingestuft wird.
Politisch betätigte sich Springenschmid nach 1945 nicht mehr.

## Werke (Auswahl)
- Der Sepp (1931)
- Am Seil vom Stabeler Much (1933)
- Helden in Tirol (1934)
- Da lacht Tirol (1935)
- St. Egyd auf Bretteln (1935)
- Die Front über den Gipfeln (1935)
- Saat in der Nacht. Bauernschicksal in Südtirol. Mit 9 Bildern von Carl Rieder auf Tafeln, Rieder hat auch Schutzumschlag und Einband entworfen, 333 S. (1936)
- Helden der Berge, 1936 (zusammen mit Luis Trenker und Walter Schmidkunz)
- Leuchtendes Land, 1937 (zusammen mit Luis Trenker)
- Zs. Der Weltkampf, 1938, Jg. 15: Österreich im Weltkampf gegen die überstaatlichen Mächte.
- Ein Tiroler geht nicht unter (1940)
- Bauern in den Bergen. In Worten von Karl Springenschmid und in Bildern von Peter Paul Atzwanger (Geschichte der Photographie) (1888–1974). Volksverband der Bücherfreunde. Wegweiser-Verlag, Berlin (1941). Mit zahlreichen Illustrationen. 150 S.
- Sechs gegen Napoleon (1942)
- Der Liebesbrief in der Tundra (1944)
- Novè (1951)
- Die Tschullererbuben (1952)
- Das goldene Medaillon (1953)
- Es war ein Edelweiss (1962) (zusammen mit Mathias Kräutler)
- Die Meraner Traubenkur. Verlag Das Bergland-Buch, Salzburg Stuttgart 1962.
- Sieben Takte Liebe (1963)
- Sieben Tage Sexten (1965)
- Die Männer von Narvik (1968)
- Wer über den Brenner fährt, Eckartschriften Heft 38, Österreichische Landsmannschaft (1971)
- Costabella (1973)
- Weihnacht vor den Grenzen, Eckartschriften Heft 48, ÖLM (1973)
- Der Waldgänger (1975)
- Wieder ein Tiroler mehr (1977)
- Janitscharen? Die Kindertragödie im Banat, Eckartschriften Heft 65, ÖLM (1978)
- Servus Heiner! (1979)
- Der Jörg. Aus dem Leben des Südtiroler Freiheitskämpfers Georg Klotz (1980)
- Schi ist Trumpf (1980)
- Die Gaismair Saga (1980)
- Raus aus Königsberg (1981)
- Schicksal Südtirol (1982, 3. Auflage)
- Frohes Schaffen

Zu seinen Kinderbüchern zählte unter anderem:
- Sieben Mädchen im Schnee (1978)

Für den Dokumentarfilm Gold aus Gletschern (1956) von Luis Trenker schrieb er das Drehbuch.